# Samúes
Los samúes fueron un tribu guachichil que habitó en las riveras de un río llamado de forma homónima "Río de los Samúes", tributario del río verde, en el actual estado mexicano de San Luis Potosí. Eran aliados naturales de los Macolias, con los cuales se hermanaban en caso de guerra. Según algunas fuentes también hablaban idioma pame.
Se les denominó de tal forma ya que su último gobernante se llamó Samú, y al estado independiente que lideraba se denominaba Dominio de Samú (del nahuatl: Samú Axcayotl).